# Паннила
Па́ннила (карел. Pannil) — деревня в составе Ведлозерского сельского поселения Пряжинского района Республики Карелия.

## Общие сведения
Деревня расположена на берегу лесного озера.

## История
Административный центр Паннильского общества Ведлозерской волости Олонецкого уезда (1905).
26 апреля 1939 года постановлением Карельского ЦИК в деревне была закрыта часовня.

## Население
Численность населения в 1905 году составляла 111 человек.
| 2002 | 2010 | 2013 |
| ---- | ---- | ---- |
| 6    | ↘0   | →0   |